# Parahelcon konowi
Parahelcon konowi är en stekelart som beskrevs av Kokujev 1901. Parahelcon konowi ingår i släktet Parahelcon och familjen bracksteklar. Inga underarter finns listade i Catalogue of Life.